# Кропивницька ТЕЦ
Комунальне підприємство Теплоенергетик (Кіровоградська ТЕЦ) — теплоелектроцентраль, призначена для централізованого забезпечення теплом промислових підприємств, житлових та адміністративних будівель Кропивницького з одночасним постачанням електроенергії в енергосистему України.

## Характеристика ТЕЦ
Сумарна встановлена електрична потужність турбоагрегатів ТЕЦ складає 15 МВт, сумарна теплова потужність енергетичних котлів — 140 Гкал/год (200 т/год), водогрійних котлів — 100 Гкал/год. Сумарна потужність трансформаторів зв'язку з енергосистемою — 20000 кВА.
Основне паливо — природний газ, резервне паливо — мазут
До основного обладнання ТЕЦ відносяться:
- котлоагрегати ГМ-50-1 та ТП-35/50 відповідно з максимальною паровою продуктивністю по 50 т/год кожен.
- турбоагрегати: ПР-6 35/10/1,2 з генератором Т-2-6-2 номінальною потужністю 6 МВт з протитиском та регульованим відбором пари о АТ-6 в кількості двох штук з генераторами Т-2-6-2 номінальною потужністю 4,5 МВт кожен з двома регульованими (виробничий та теплофікаційний) та двома нерегульованими (ПВД та ПНД) відборами пари.

У 1970 році турбіни АТ-6 станційні номери 4, 5 було переведено в режим роботи з погіршеним вакуумом, тобто з підігрівом мережевої води в конденсаторі. При цьому було зрізано дві останні ступені лопаток на роторі та демонтовано дві діафрагми. Турбіни було перемарковано з 6 МВт на 4,5 МВт.

## Види діяльності
Підприємство «Теплоенергетик» має ліцензію на виробництво, транспортування та постачання теплової енергії, ліцензію на виробництво електричної енергії, а також ліцензію з надання послуг з водопостачання та водовідведення.

## Історія
Наприкінці 1920-х років у Кіровограді розгорнулося будівництво великих промислових підприємств, що спричинило швидке зростання заселення, розвиток міського транспорту та комунального господарства. Для Кіровоградського заводу сільськогосподарського машинобудування «Червона зірка», Кіровоградського трамвайного депо та водоканалу необхідна була електрична енергія, в зв'язку з чим в Кіровограді було побудовано Кіровоградську РЕС.
Майданчик для РЕС було обрано в промисловому районі неподалік від заводу «Червона зірка» та залізничного вокзалу на лівому березі річки Інгул. На річці Інгул було збудовано водозливну греблю яка забезпечує і зараз ТЕЦ технічною водою. Під'їзна залізнична гілка забезпечувала надходження палива на РЕС залізничним шляхом.
30 квітня 1930 року було введено в експлуатацію Кіровоградську РЕС загальною потужністю 9000 кВт. Саме з того часу бере початок трудова історія Кіровоградської РЕС.
Під час війни Кіровоградська РЕС була зруйнована і тільки після визволення Кіровограда почалося нове відродження РЕС. Вже в березні 1945 року станція розпочала свою роботу.
Крім забезпечення електроенергією м. Кіровограда та навколишніх районів області, в 1968 році розпочалася теплофікація міста та сусідніх великих підприємств. З районної електростанції наша станція була перейменована в Кіровоградську теплоелектроцентраль (ТЕЦ), яка забезпечила теплофікацію інших виробничих підприємств міста, міських установ і житлових будинків.
Протягом 1970—1972 років на ТЕЦ була проведена реконструкція виробництва з переводу станції на роботу на природному газі та мазуту. В 70 х роках минулого століття ТЕЦ постійно проводила реконструкцію з метою збільшення своєї електричної та теплової потужності. Додатково для збільшення теплової потужності встановлені два водогрійні котлоагрегати ПТВМ-50. А також була здійснена реконструкція котлоагрегатів ТП- 35/50.
На початку 80-х років введені в експлуатацію два парові котлоагрегати ГМ-50 та парова турбіна ПР-6- 35/10-1,2. Загальна електрична потужність ТЕЦ на сьогоднішній день становить 15 МВт/год., теплова потужність становить 184 ГКал /год.
2009 року до підприємства були передані котельні закладів медицини, КЗ «Центральна міська лікарня» вул. Фортечна 21, та лікарні «Швидкої медичної допомоги» вул. Короленка 56. Кожна з котелень виробляє та транспортує вироблену теплову енергію власними окремими тепловими мережами, та має власних споживачів.